# Ainārs Ķiksis
Ainārs Ķiksis (Valmiera, 10 de octubre de 1972) es un deportista letón que compitió en ciclismo en la modalidad de pista, especialista en las pruebas de keirin y ómnium.
Ganó una medalla de plata en el Campeonato Mundial de Ciclismo en Pista de 1998 y seis medallas en el Campeonato Europeo de Ciclismo en Pista entre los años 1996 y 2003.
Participó en tres Juegos Olímpicos de Verano, entre los años Barcelona 1992 y Sídney 2000, ocupando el octavo lugar en Atlanta 1996, en la prueba del kilómetro contrarreloj, y el octavo lugar en Sídney 2000 en velocidad por equipos.

## Medallero internacional
| Campeonato Mundial | Campeonato Mundial     | Campeonato Mundial | Campeonato Mundial |
| Año                | Lugar                  | Medalla            | Competición        |
| ------------------ | ---------------------- | ------------------ | ------------------ |
| 1998               | Burdeos (Francia)      | Medalla de plata   | Keirin             |
| Campeonato Europeo |                        |                    |                    |
| Año                | Lugar                  | Medalla            | Competición        |
| 1996               | Moscú (Rusia)          | Medalla de oro     | Ómnium esprint     |
| 1997               | Berlín (Alemania)      | Medalla de bronce  | Ómnium esprint     |
| 1998               | Stettin (Polonia)      | Medalla de plata   | Ómnium esprint     |
| 2001               | Brno (República Checa) | Medalla de plata   | Ómnium esprint     |
| 2002               | Büttgen (Alemania)     | Medalla de oro     | Ómnium esprint     |
| 2003               | Moscú (Rusia)          | Medalla de oro     | Ómnium esprint     |

1. 1 2 3 4 5 6  Campeonato Europeo realizado sólo para la disciplina de ómnium.
2. ↑  Variedad de ómnium que incluía cuatro pruebas de esprint: 200 m vuelta lanzada, keirin, eliminación y velocidad individual.